# 失效連結

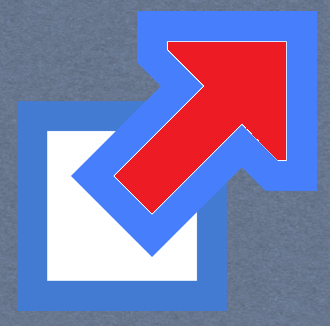

失效連結，又稱死链，是指超連結在經過一段時間後，不能再連接至原本檔案、網頁、服务器的現象。出現這種現象的原因有內容移動、管理人刪除內容等等。
由於失效連結對資訊傳播有着重大影響，所以研究者會以失效連結為題進行研究。該些研究各為連結失效率給出不同的答案。

## 失效率
研究者已就万维网的連結失效率進行研究。他們的研究範圍涵蓋引用網上內容的學術文獻和數位圖書館館藏。
一項於2003年發表的研究發現，在一星期內，平均每200條網上連結就會有1條成為失效連結，半衰期為138週。
另一項於2004年發表的研究則顯示，某些網上連結（比如連接至某些檔案類型的連結、由學術機構託管的連結）的半衰期可能異於其他連結。與一般網址相比，在出版物中出現的網址需經過更長時間才會失效。Weblock在2015年的一項研究中，分析了三間开放获取出版社的文集，並從中提取180,000個線上參考來源。最終發現該些連結的半衰期約有14年，這跟2005年的研究結果大致相符——它發現半數在《D-Lib杂志》中被引用的線上來源能夠在10年後繼續有效。另有研究顯示，於學術文獻中引用的線上來源擁有較高的失效機會，不過半衰期則達4年以上。《BMC生物信息學》於2013年刊登了一篇研究報告，當中以Web of Science的摘要為研究對象，分析當中近15,000條連結。結果發現該些網頁有50%在9.3年後繼續有效，整體只有約6成有線上存檔。
一項2002年的研究顯示，與其他連結相比，於數位圖書館上出現的連結需較長時間才會失效。

## 成因
各種各樣的原因都會令超連結失效。網站的管理人決定把網站刪除便是一例。其他原因還有管理人把內容移動至新域名、網站所使用的技術過舊、沒有更新域名注册信息、伺服器停止運作。

## 防止連結失效
防止連結失效的方法有盡可能使用沒太大可能失效的連結、以各種方式保護現有連結免於失效、修复因內容移動或刪除而失效的連結。當中最基本的方法就是創造出不會隨時間而改變的網址。
張貼連結者可採取以下方法，以減低連結失效的機會：
- 不要張貼連接至研究者個人頁面的連結[4]
- 張貼簡潔網址[12]
- 張貼固定链接[11]
- 盡可能張貼連接至網頁的連結[12]
- 張貼連接至互联网档案馆[13]、WebCite[14]、Archive.is、 Perma.cc[15]、Amber[16]等网络档案馆的連結

## 延伸閲讀
- Markwell, John; Brooks, David W. . Journal of Science Education and Technology. 2002, 11 (2): 105–108. doi:10.1023/A:1014627511641.
- Gomes, Daniel; Silva, Mário J.  (PDF). . ICWE'06. 2006  [2010-09-14]. （原始内容 (PDF)存档于2011-07-16）.
- Dellavalle, Robert P.; Hester, Eric J.; Heilig, Lauren F.; Drake, Amanda L.; Kuntzman, Jeff W.; Graber, Marla; Schilling, Lisa M. . Science. 2003, 302 (5646): 787–788  [2021-06-17]. PMID 14593153. doi:10.1126/science.1088234. （原始内容存档于2024-04-17）.
- Koehler, Wallace. . Journal of the American Society for Information Science. 1999, 50 (2): 162–180. doi:10.1002/(SICI)1097-4571(1999)50:2<162::AID-ASI7>3.0.CO;2-B.
- Sellitto, Carmine.  (PDF). Journal of the American Society for Information Science and Technology. 2005, 56 (7): 695–703  [2021-06-17]. doi:10.1002/asi.20159. （原始内容存档 (PDF)于2017-09-21）.